# Archaeolacerta bedriagae
Archaeolacerta bedriagae là một loài thằn lằn trong họ Lacertidae. Loài này được Camerano mô tả khoa học đầu tiên năm 1885.

## Hình ảnh

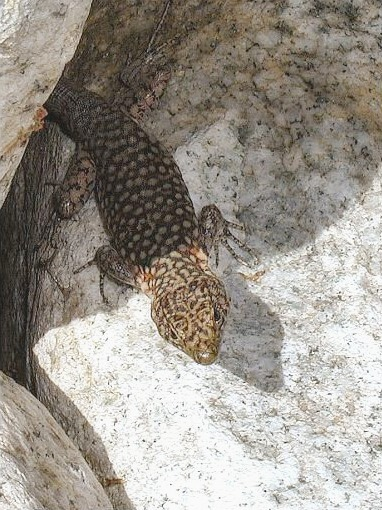
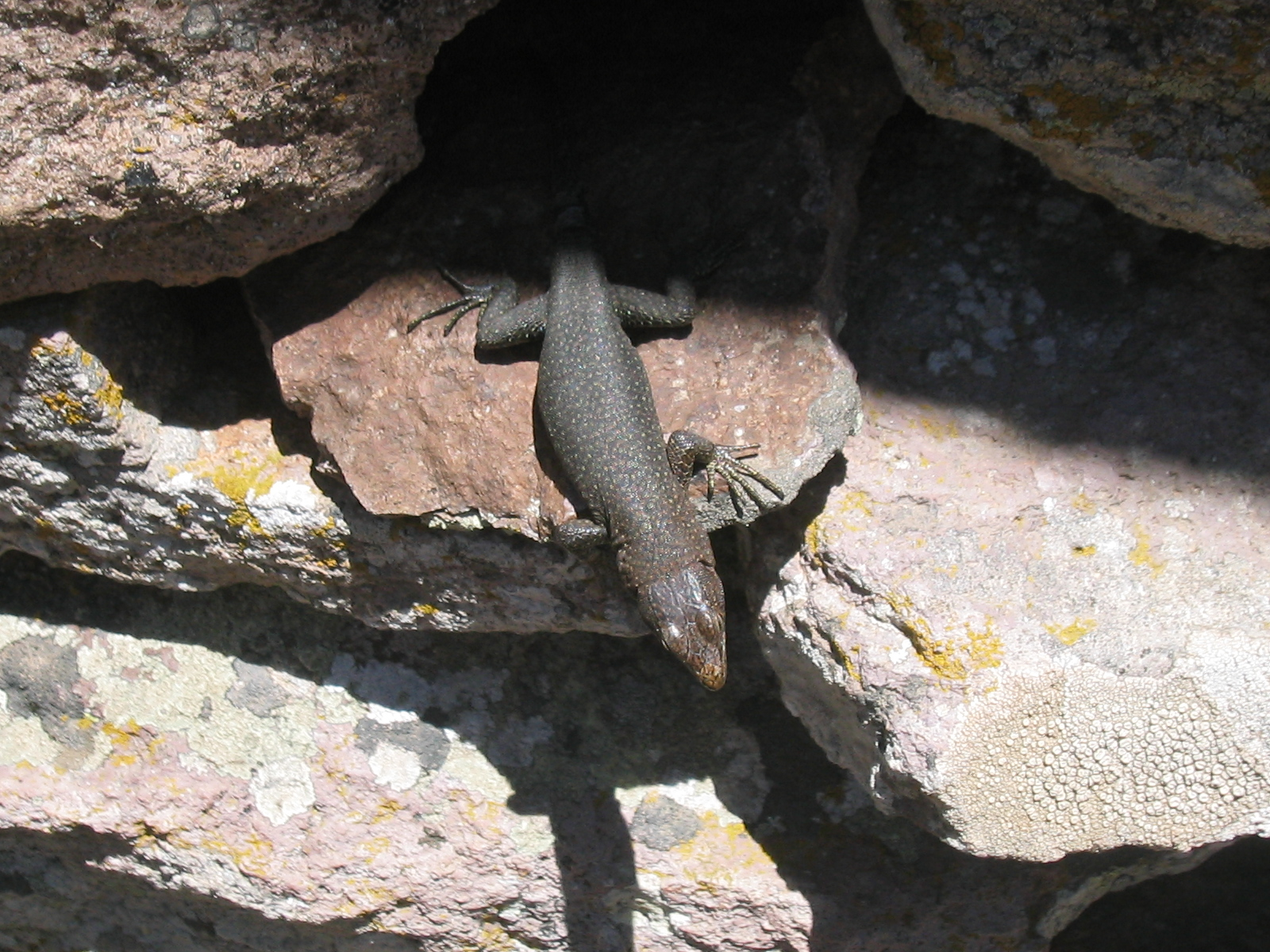
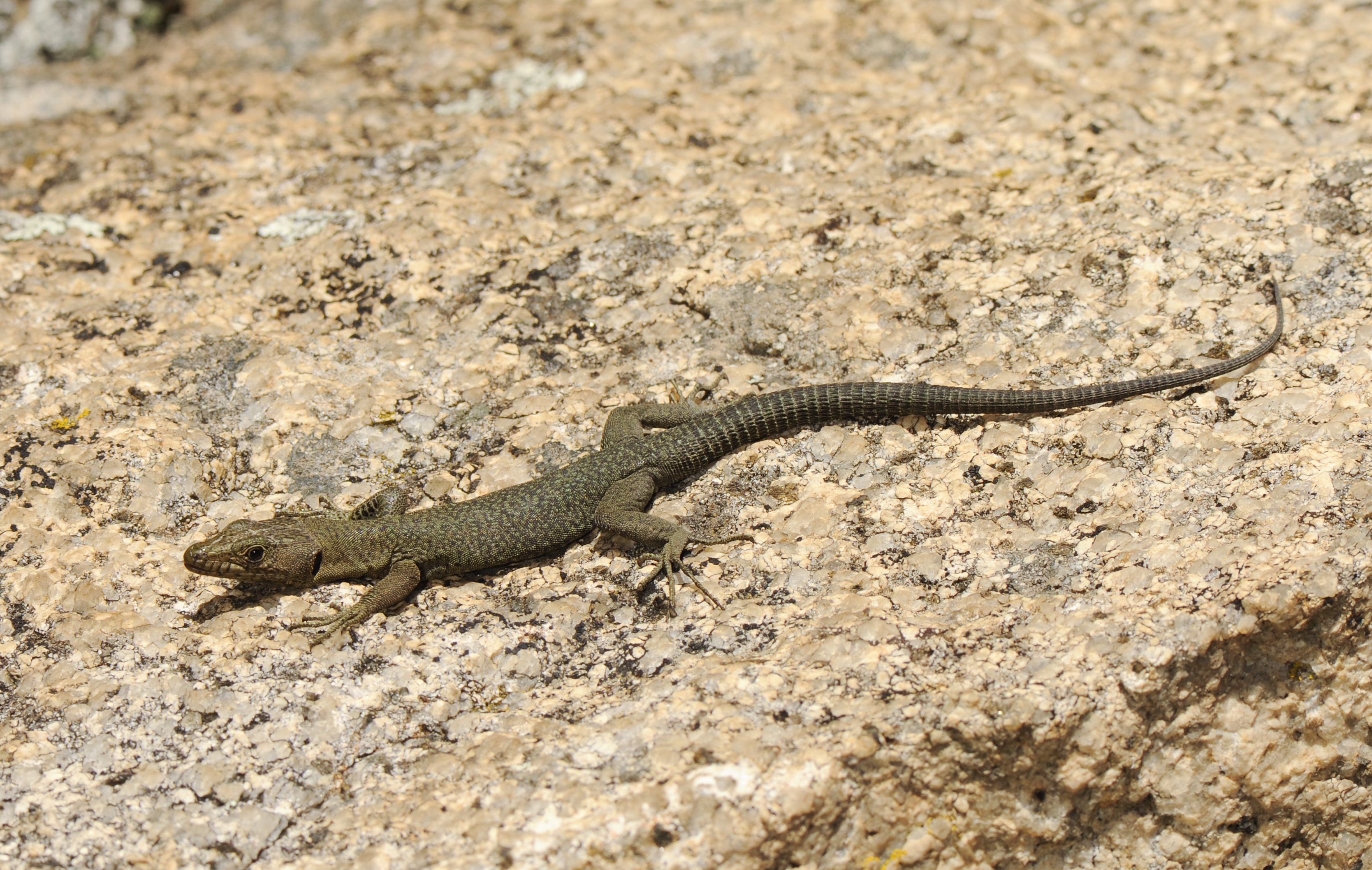